# الحديقة الوطنية جبل بوهدمة
الحديقة الوطنية جبل بوهدمة أو الحديقة الوطنية ببوهدمة هي حديقة وطنيّة تونسيّة أنشئت في 18 ديسمبر 1980. تمسح الحديقة 16448 هكتارا، وتعتبر أخر مناطق السافانا في شمال أفريقيا.

## الخصائص الجغرافية

### الموقع
تمثّل الحديقة جزءا من ولايتي سيدي بوزيد وقفصة، وتقع في وسط الجمهورية التونسية.

### الجيولوجيا
يكوّن جبل بوهدمة جزءا من سلسلة جبال عرباطة - بوهدمة الممتدة من شرق قفصة إلى غرب معتمدية المزونة من ولاية سيدي بوزيد وتعتبر هذه السّلسلة آخر خاصرة للأطلس الصحراوي.
يفصل جبل بوهدمة بين المنطقة القارية الصحراوية وأخدود الظهر التونسي، وقد تشكّل من الكلس والصلصال ويعود أصل تكوّنه إلى الحقبة الطباشرية المتوسطة، وهو ذو شكل محدودب.
يشكّل حوض الجبل الأوسط الشرقي مصرفا لمياه وادي بوهدمة التي تغذّي عين الشرشارة، كما يكوّن حوضه الأوسط الغربي مصرفا لمياه وادي المش التي تغذّي العين المعدنية لحمام هداج، ويرجع عهد تكوين هذين الحوضين إلى الفترة الممتدّة بين العهدين الجوراسي والطباشيري الأدنى وهو ما يفسّر وجود الصلصال الملون والجص الأبيض والكلس. ويتكوّن أسفل سفح الجبل الجنوبي من التربة المنجرفة من أعالي الجبل خلال العصر الرباعي وقد غطّيت تلك الرواسب في ما بعد بقشرة من الكلس والجص.
أمّا السهول الغربية للحديقة فتغطيها رمال متأتية من تلال الزيزفون (السدر) والكثبان الصغيرة، بينما تتشكّل التّربة في جهة سبخة النوايل من الرمال ورواسب الطمي من الجبس المالح.

## الغطاء النّباتي
تمثّل أشجار الطلح أو السنط الّتي تعرف كذلك باسم الأكاسيا راديانا المكوّن الأساسيّ للغطاء النّباتيّ للحديقة. وقد كانت هذه الأشجار تغطي حوالي 38 ألف هكتار في سنة 1853، لم يبق منها في 1957 سوى عشرة هكتارات، وبفضل الحماية تمكن الطلح من الانتشار مجددا على مساحة تقدر الآن بحوالي 16 ألف هكتار.
يعتبر وجود هذه الشجرة أهم العوامل التي تساعد على إعادة الحياة الطبيعية للمنطقة نظرا لعدة خصال تتمتع بها، إذ أنّ جذورها تغوص في الأرض إلى عمق 40 مترا مما يساعدها على مقاومة الجفاف عدّة سنوات متتالية، كما تتصدى أغصانها الشائكة بكل قوة للرياح الرملية العاتية وتضع بذلك حدّا لزحف الرمال. ثمّ إن وريقات هذه الشجرة تقسط عندما يشتد هبوب رياح السموم وبذلك تحد من التبخر وتقاوم التصحر. وتساهم القوارض والنمل عند جمع هذه الأوراق واستهلاكها في خلق طبقة غنية بالأسمدة حول كل شجرة الشيء الذي يساعد على استقرار التربة بتلك الأماكن ويخول لبعض النباتات العشبية من إعادة كسائها في مرحلة أولى تتبعها النباتات المعمرة والأشجار في مرحلة ثانية.
وعلاوة على أشجار الطّلح، ورغم ضعف الغطاء النّباتيّ عموما، وهذه ميزة السباسب شبه الصحراوية، فإنّ الحديقة تأوي ما يربو عن 500 جنس نباتي مختلف.
تكوّن قمة جبل بوهدمة مركز تلاقي جبهة المناخ الصحراوي مع مثيلتها المتوسطية ويكوّن هذا التلاقي بعض السحب تستفيد منها النباتات المختلفة المتواجدة هناك إذ يعادل يوم مغشى بالسحب كمية 2 مم من الأمطار.
وتوجد في تلك المنطقة إلى الآن بقايا العرعر الفينيقي في شكله الشجري ومختلف النباتات المصاحبة للجبور والذرو كما توجد بعض أشجار الكبار الشوكي التي يبلغ ارتفاعها أحيانا عدّة أمتار.
عندما يكون الشتاء ممطرا تتحوّل منطقة بوهدمة في شهر مارس إلى حقول أزهار مختلفة الألوان من الزنبقيات والقرنيات والخميميات الربيعيات والخبازيات ولكن تلك الأزهار لا تعمّر أكثر من أسبوعين، تنضج في نهايتهما البذور، وتنتشر لتنمو في موعدها وتساهم في المحافظة على جنسها وتكاثر أعداده.
كما تغطي أشجار الدفلى بعض المواقع الرملية من الأودية وتساهم بذلك في حماية مجاري هذه الأودية كما نجد في المنخفضات المحصبة نبتة القندول ذات الأشواك الحادة التي تتفتّح أزهارها الصفراء في الربيع ولهذه النبتة أيضا أهميتها في مقاومة الانجراف وتمكين الحجل والأرانب البرية والسلاحف من مخبإ أمين لنفسها ولصغارها.
ويساعد نزول الأمطار في الشتاء الكمأة (الترفاس) على الظهور في شهر فيفري ومارس والنوع المتواجد بالمنطقة هو النوع الصحراوي الذي ينمو في أماكن السيول المحمية بين نباتات الشعال والشيح ولهذا الطحلب طعم لذيذ يستهوي أهالي الجنوب وخاصّة البدو منهم.

## حيوانات الحديقة
تأوي الحديقة حوالي 60 بالمائة من مجموع حيوانات البلاد التونسية البرّيّة، تعتبر أهمّها من الثدييات. وقد تمّ إحصاء أكثر من 278 نوعا من القوارض والزواحف والطيور الّتي تصنّف في معظمها ضمن الحيوانات الصّحراويّة أو شبه الصّحراويّة.

### الثدييات
تأوي حديقة بوهدمة عددا كبيرا من الثدييات مختلفة الأنواع والأحجام والأعداد، تتنوّع من الظّباء والغزلان إلى الثّعالب والقوارض.
ومن هذه الأنواع المختلفة نذكر من الظّباء غزال الدوركاس والأروية المغاربية ومها أبي حراب ومها أبي عدس الذي انقرض من البرية التونسية في بداية ثلاثينات القرن العشرين، وأعيد توطينه في الحديقة سنة 1986، وأعداده الآن في ازدياد مطّرد. كما نذكر من الثدييات كبيرة الحجم نسبيا ابن اوى والثعلب الاحمر، ومن القوارض القندي واليربوع والأرنب البري.
ومن الحيوانات الأخرى الكبيرة نذكر الضبع المخطط والخنزير البري.

### الزواحف
نذكر من الزّواحف الّتي تعيش بالحديقة بالخصوص أفعى الكوبرا أو الصل المصري التي تعرف في تونس باسم بوفطيرة. كما نجد بها كذلك الحرباء والضب والجرذون الصحراوي والورل والعظاية والسلحفاة اليونانية والأفعى القرناء (الداقرجة) والأفعى الحرة.

### الطيور
مثل مها أبي عدس، انقرضت النعامة من الجنوب التّونسي تماما، وتمّت إعادتها إلى حديقة بوهدمة سنة 1986، ونجحت إعادة التّوطين هذه في إعادة هذه الطّيور إلى هذه المنطقة، وأعدادها اليوم في تزايد مستمرّ.
وبالإضافة إلى النّعام، تتّخذ عديد الأنواع الأخرى بوهدمة موطنا، منها الدّائم ومنها المهاجر الّذي يفد على الحديقة في الرّبيع خاصّة. ومن هذه الطّيور نذكر الصفارية والهدهد وأبا حبيب والمكاء والدريج الصحراوي والسبد وأبا جهاز والدغناش الوردي والقطا والبوم وفهد الليل والحجل والميمون وحجل السدر والعقاب الحر.

## الآثار البشريّة

### آثار تاريخية
أثبتت بعض الأدلّة الّتي وجدت في المنطقة أنّها كانت مأهولة بالسّكّان منذ حوالي 10 آلاف سنة. ومازالت في الحديقة آثار سدود وأحواض وقنوات أنشأها الرّومان لتقف شاهدة على تطوّر أساليب الرّيّ لديهم في ذلك العصر، وعلى أنّ هذه المنطقة لديهم كانت ذات أهمّيّة زراعيّة كبرى.
هذا ويتوسط حديقة بوهدمة برج أثري قديم بني سنة 1892 ليكون محطة للقوافل.

### المتحف البيئي
قرب البرج القديم، أنشئ متحف بيئيّ لاستقبال الزّوّار وإرشادهم وتعريفهم على مختلف مكوّنات الحديقة والأجناس الّتي تأويها. وقرب المتحف، توجد غابة صناعيّة صغيرة من أشجار الكلتوس فيها أقدم شجرة من هذا الصّنف في أرض تونس، إذ بلغ عمرها سنة 2015 122 سنة. وفي نفس المنطقة كذلك، أعدّت بعض الزّرائب الّتي تأوي بعض حيوانات الحديقة في الأسر حتّى يتمتّع بمشاهدتها الزّوّار.